# Campionato italiano di calcio da tavolo 1991
Il diciassettesimo campionato italiano di Subbuteo agonistico (calcio da tavolo) venne primo organizzato dall'A.I.C.I.M.S.. Le gare si disputarono ad Arenzano nel 1991. La competizione fu suddivisa nella categoria "Seniores" e nella categoria "Juniores". Quest'ultima è riservata ad i giocatori "Under16".

## Medagliere
| Pos. | Regione        |   |   |   | Totale |
| ---- | -------------- | - | - | - | ------ |
| 1    | Puglia         | 1 | 0 | 1 | 2      |
| 2    | Lombardia      | 1 | 0 | 0 | 1      |
| 3    | Piemonte       | 0 | 1 | 1 | 2      |
| 4    | Emilia-Romagna | 0 | 1 | 0 | 1      |
| 5    | Toscana        | 0 | 0 | 1 | 1      |

## Risultati

### Categoria Seniores

#### Girone A
- Giuseppe Di Censi - Gianluca Galeazzi 2-1
- Mario Baglietto - Giuseppe Ogno 1-0
- Gianluca Galeazzi - Giuseppe Ogno 1-1
- Giuseppe Di Censi - Mario Baglietto 1-1
- Mario Baglietto - Gianluca Galeazzi 5-0
- Giuseppe Di Censi - Giuseppe Ogno 1-1

#### Girone B
- Renzo Frignani - Felice Meo 4-2
- Alberto Villa - Paolo Carravetta 1-1
- Felice Meo - Alberto Villa 1-0
- Felice Meo - Paolo Carravetta 0-0
- Renzo Frignani - Paolo Carravetta 3-1
- Renzo Frignani - Alberto Villa 4-2

#### Girone C
- Emanuele Funaro - Emanuele Cattani 4-0
- Francesco Patruno - Simone Di Pierro 5-0
- Emanuele Funaro - Francesco Patruno 4-0
- Emanuele Cattani - Francesco Patruno 2-1
- Emanuele Cattani - Simone Di Pierro 6-1
- Emanuele Funaro - Simone Di Pierro 6-1

#### Girone D
- Edoardo Costanzo - Giuseppe Guzzetta 3-0
- Pierluigi Bianco - Giuseppe Guzzetta 3-0
- Edoardo Costanzo - Pierluigi Bianco 1-1
- Giuseppe Benincasa - Edoardo Costanzo 2-2
- Giuseppe Benincasa - Giuseppe Guzzetta 5-2
- Giuseppe Benincasa - Pierluigi Bianco 2-4

#### Quarti di finale
- Mario Baglietto - Felice Meo 4-0
- Emanuele Funaro - Edoardo Costanzo 5-2
- Renzo Frignani - Giuseppe Di Censi 6-5 d.t.s.
- Pierluigi Bianco - Emanuele Cattani 4-1

#### Semifinali
- Emanuele Funaro - Mario Baglietto 2-1
- Renzo Frignani - Pierluigi Bianco 4-0

#### Finali
Finale 7º/8º posto: Emanuele Cattani - Felice Meo 1-1* d.c.p.
Finale 5º/6º posto: Giuseppe Di Censi - Edoardo Costanzo 2-1
Finale 3º/4º posto: Pierluigi Bianco - Mario Baglietto 3-1
Finale 1º/2º posto: Renzo Frignani - Emanuele Funaro 2-3 d.t.s.

### Categoria Juniores

#### Girone A
- Giuseppe Rosini - Vincenzo Riva 0-2
- Andrea Boscolo - Lorenzo Pinto 2-0
- Giuseppe Rosini - Andrea Boscolo 4-1
- Vincenzo Riva - Lorenzo Pinto 9-0
- Giuseppe Rosini - Lorenzo Pinto 6-0
- Vincenzo Riva - Andrea Boscolo 3-2

#### Girone B
- Nicola Napolitano - Fabrizio Tagliapietra 2-1
- Fabrizio Tagliapietra - Matteo Zizola 2-1
- Nicola Napolitano - Matteo Zizola 2-1

#### Girone C
- Massimiliano Pelle - Ivan Bussetti 4-0
- Gianluigi Torano - Simone Nappini 2-0
- Massimiliano Pelle - Gianluigi Torano 2-0
- Massimiliano Pelle - Simone Nappini 7-0
- Ivan Bussetti - Simone Nappini 2-2
- Gianluigi Torano - Ivan Bussetti 3-0

#### Girone D
- Alessandro Perrino - Luca Amadori 6-0
- Fabrizio Fedele - Attilio Lucca 1-0
- Alessandro Perrino - Fabrizio Fedele 1-0
- Alessandro Perrino - Attilio Lucca 3-1
- Attilio Lucca - Luca Amadori 4-1
- Fabrizio Fedele - Luca Amadori 3-2

#### Quarti di finale
- Vincenzo Riva - Fabrizio Tagliapietra 1-0
- Massimiliano Pelle - Fabrizio Fedele 3-0
- Giuseppe Rosini - Nicola Napolitano 3-1
- Alessandro Perrino - Gianluigi Torano 3-0

#### Semifinali
- Massimiliano Pelle - Vincenzo Riva 2-0
- Alessandro Perrino - Giuseppe Rosini 1-0

#### Finali
Finale 7º/8º posto: Fabrizio Tagliapietra - Gianluigi Torano 2-1
Finale 5º/6º posto: Fabrizio Fedele - Nicola Napolitano 2-2* d.c.p.
Finale 3º/4º posto: Giuseppe Rosini - Vincenzo Riva 5-2
Finale 1º/2º posto: Massimiliano Pelle - Alessandro Perrino 1-1* d.c.p.